# Tùng Dương
Tùng Dương (tên đầy đủ Nguyễn Tùng Dương, sinh ngày 18 tháng 9 năm 1983 tại Bắc Ninh), là một nam ca sĩ người Việt Nam. Anh được biết đến từ cuộc thi Sao Mai điểm hẹn năm 2004, trong đó anh đã giành chiến thắng với giải thưởng do Hội đồng nghệ thuật bình chọn. Những ca khúc mà anh thể hiện trong cuộc thi, phần lớn là các sáng tác mang phong cách dân gian đương đại của Lê Minh Sơn, đã được anh đưa vào album đầu tay mang tên Chạy trốn (2004).
Sau khi tạm dừng hát nhạc Lê Minh Sơn, Tùng Dương có những thử nghiệm với sáng tác của các nhạc sĩ khác như Ngọc Đại, Như Huy, Giáng Son, Lưu Hà An..., và tham gia hai chương trình 'Vọng nguyệt' của nhạc sĩ Quốc Trung cùng 'Gió bình minh' của Đỗ Bảo và Nhất Lý. Tiếp tục cộng tác với Đỗ Bảo, Tùng Dương cho ra mắt album thứ hai, Những ô màu khối lập phương (2007), album với nền hòa âm New Age đã giành chiến thắng ở hạng mục "Album của năm" trong Giải Cống Hiến 2007.
Album thứ ba của Tùng Dương theo phong cách âm nhạc điện tử trên nền nhạc giao hưởng, Li ti (2010), được thực hiện với sự cộng tác của nhạc sĩ Nguyễn Công Phương Nam và ê-kíp ở Đức, đã giúp anh nhận hai giải "Ca sĩ của năm" và "Album của năm" ở Giải Cống hiến 2010. Anh còn giành được thành công ở chương trình Bài hát Việt với những ca khúc chiếm thứ hạng cao do anh biểu diễn, đặc biệt hai ca khúc quán quân năm 2007 ("Con cò") và 2009 ("Đồng hồ treo tường"). Những chương trình biểu diễn chung gần đây của anh với Thanh Lam, Lê Cát Trọng Lý và Nguyên Lê cũng giành được sự chú ý của báo giới và công chúng.
Tùng Dương được biết đến như là một nghệ sĩ tìm tòi, thể nghiệm những thể loại âm nhạc mới, như electronic và New Age. Mặt khác, anh cũng chịu sự chỉ trích từ một bộ phận công chúng vì phong cách biểu diễn và trang phục khác thường. Tùng Dương thể hiện nhiều thể loại khác nhau, trong đó có pop, jazz, dân gian đương đại, New Age, electronic, world music và cả những sáng tác nhạc cách mạng, nhạc tiền chiến và tình khúc 1954-1975.

## Tiểu sử

### Tuổi thơ
Tùng Dương là dân gốc Quảng Trị, sinh vào ngày 18 tháng 9 năm 1983 tại quê ngoại Bắc Ninh. Anh là con một trong gia đình, bố là doanh nhân, mẹ từng mở cửa hàng trang điểm, chụp ảnh - nên về sau trở thành người thiết kế trang phục cho Tùng Dương. Dù bố mẹ anh không theo nghề hát, nhưng từ nhỏ Tùng Dương đã được tiếp xúc với âm nhạc, đặc biệt chịu ảnh hưởng từ ông trẻ là cố nhạc sĩ Trần Hoàn. Tăng Duy Tân là em họ anh (từng là trợ lý của Dương). Ngoài ra, nhà thơ Phạm Hổ và nhạc sĩ Phạm Thế Mỹ là em trai của bà nội anh Năm Tùng Dương học lớp ba, bố mẹ anh đi Nga làm ăn, để lại Tùng Dương cho hai bác ruột nuôi nấng. Ở Nga, bố mẹ anh thường tìm gửi những đĩa nhạc mới về cho con trai. Anh tiếp xúc với nhạc jazz từ lúc còn rất nhỏ tuổi, điều đó giúp góp phần định hình phong cách của anh sau này.
Năm 1995, Tùng Dương đoạt giải thưởng đầu tiên, Huy chương bạc Giọng hát hay Phát thanh Truyền hình Toàn quốc năm 1995. Ngay sau đó, năm 12 tuổi, anh được cử sang Nga với tư cách là thành viên (nhỏ tuổi nhất) của Đoàn Ca múa nhạc Việt Nam đi biểu diễn tại Moskva.
Năm 1999, anh thi đỗ vào Nhạc viện Hà Nội (nay là Học viện Âm nhạc Quốc gia Việt Nam), dưới sự dẫn dắt của Nghệ sĩ Nhân dân Quang Thọ. Tùng Dương tiếp tục đoạt những giải thưởng cao, như giải ba cuộc thi Giọng hát trẻ Hà Nội vào năm 1999, giải ba cuộc thi Giọng hát hay Hà Nội năm 2001 và giải nhất năm 2003. Anh tốt nghiệp hệ đại học của Học viện năm 2007.

### Sao Mai điểm hẹnvàChạy trốn
Năm 2004, Tùng Dương tham dự cuộc thi Sao Mai điểm hẹn năm đầu tiên, và trở thành một trong 12 thí sinh lọt vào vòng chung kết với mã số 04. Trong cuộc thi, anh chủ yếu biểu diễn các ca khúc của nhạc sĩ Lê Minh Sơn với phong cách dân gian đương đại. Vòng đầu tiên của chung kết, anh là thí sinh nhận được bình chọn nhiều nhất của khán giả và tiếp tục lọt vào vòng 2. Anh cũng là thí sinh nhận được nhiều lời khen tặng nhất từ phía Hội đồng Nghệ thuật, trong đó nhạc sĩ Tuấn Khanh đã nhận xét: "Nền nhạc trẻ Việt Nam hiện đại rất tự hào khi có sự góp mặt của em." Tuy nhiên, đến đêm chung kết, anh lại mất vị trí dẫn đầu do khán giả bình chọn về tay Kasim Hoàng Vũ và trở thành thí sinh được bình chọn thứ hai với 25% phiếu bầu. Dù vậy, anh lại giành được 2 trong 3 giải quan trọng nhất: Giải Ca sĩ được độc giả báo Vietnamnet bình chọn nhiều nhất, và đặc biệt, giải thưởng do Hội đồng Nghệ thuật bình chọn, nhận được phần thưởng là một khóa đào tạo ngắn hạn về nghệ thuật trình diễn tại nước ngoài.
Những ca khúc Tùng Dương thể hiện tại Sao Mai điểm hẹn 2004
| Đêm thi               | Ngày                | Bài hát                        | Tác giả               | Nguồn  |
| --------------------- | ------------------- | ------------------------------ | --------------------- | ------ |
| Đầu tiên              | 10 tháng 7 năm 2004 | "Ôi quê tôi"                   | Lê Minh Sơn           | [ 15 ] |
| Pop                   | 17 tháng 7 năm 2004 | "Đến bên em dịu dàng"          | Lê Minh Sơn           | [ 16 ] |
| Rock                  | 24 tháng 7 năm 2004 | "Lửa mắt em"                   | Lê Minh Sơn           | [ 17 ] |
| Hip hop - R&B - Dance | 31 tháng 7 năm 2004 | "Hồng môi"                     | Lê Minh Sơn           | [ 18 ] |
| Đêm đầu tiên vòng 2   | 15 tháng 8 năm 2004 | "Trăng khát"                   | Lê Minh Sơn           | [ 19 ] |
| Đêm thứ hai vòng 2    | 22 tháng 8 năm 2004 | "Guitar cho ta" "Trăng khuyết" | Lê Minh Sơn           | [ 20 ] |
| Đêm thứ ba vòng 2     | 29 tháng 8 năm 2004 | "Quê nhà" "Yêu"                | Trần Tiến Lê Minh Sơn | [ 21 ] |
| Đêm chung kết         | 12 tháng 9 năm 2004 | "Ôi quê tôi" "Đen và trắng"    | Lê Minh Sơn Trần Tiến | [ 13 ] |

Cũng trong tháng 7, Tùng Dương cho ra mắt album đầu tay, Chạy trốn gồm 7 ca khúc của Lê Minh Sơn, phần lớn được anh thể hiện ở Sao Mai điểm hẹn, mang phong cách nhạc jazz kết hợp với âm nhạc dân gian. Tuy nhiên, sau đó Tùng Dương đã tuyên bố sẽ tạm dừng hát nhạc Lê Minh Sơn để thử sức với các nhạc sĩ khác. Trong một bài phỏng vấn năm 2007, khi được hỏi về sự ngừng hợp tác này, Tùng Dương lên tiếng nói rằng mối quan hệ của hai người vẫn rất tốt và không có chuyện gì lộn xộn. Tính đến tháng 9 năm 2005, album Chạy trốn đã bán được hơn 1 vạn bản.
Sau Lê Minh Sơn, Tùng Dương tham gia dự án "Nhật thực 2" của nhạc sĩ Ngọc Đại với những chương trình biểu diễn tại Hải Phòng (tháng 10) và thành phố Hồ Chí Minh (tháng 11). Đồng thời, album Nhật thực 2, gồm 7 ca khúc của Ngọc Đại do anh và Khánh Linh thể hiện được ra mắt vào cuối tháng 12. Album này với giá bán 6000 đồng, đã đạt được kỷ lục về tiêu thụ trong vài năm gần đấy với 50.000 đĩa nhạc được in ra. Cuối tháng 11, Tùng Dương tham gia Festival nhạc Jazz châu Âu với tư cách ca sĩ Việt Nam duy nhất tham dự. Anh biểu diễn vào đêm ngày 30 tháng 11 tại rạp Công Nhân (Hà Nội), trong chương trình Đêm Việt Nam, với phần trình diễn có tên gọi "Tùng Dương 3+", gồm những sáng tác của Lê Minh Sơn, Ngọc Đại, và hai ca khúc của nhạc sĩ Trần Minh, "Trở về làng gốm" và "Cơn mưa bất chợt". Những hoạt động của anh trong năm 2004 đã giúp anh nhận được giải Ca sĩ của năm, thuộc giải Tiền Cống hiến do báo Thể thao & Văn hóa tổ chức (mở đầu của Giải Cống Hiến về sau).
Năm 2005, anh tiếp tục hợp tác với nhạc sĩ Ngọc Đại, tham gia chương trình "Nhật thực toàn phần" vào tháng 6. Anh cũng tham gia liveshow Khúc tự tình 2 của nhạc sĩ Hà Dũng với "Đợi chờ" và "Bến phai tình" mang âm hưởng ca trù và jazz vào tháng 7. Tháng 9, Tùng Dương trở thành khách mời trong chương trình biểu diễn của ca sĩ Anh Mara Carlyle tại Nhà hát lớn Hà Nội  Anh lần thứ hai tham gia Liên hoan nhạc Jazz châu Âu (lần thứ 5), với một đêm nhạc tối 9 tháng 12 cùng ban nhạc Trống Sấm (Việt Nam) và Lars Storck (Đan Mạch), trong đó anh trình diễn Chạy trốn của Lê Minh Sơn và một số nhạc phẩm jazz kinh điển. Trong năm này, Tùng Dương còn dự định ra một album với nhạc sĩ Quốc Trung và một album chung với người bạn thân của anh, ca sĩ Khánh Linh, tuy nhiên cuối cùng đều không thực hiện được. Anh tham gia chương trình Bài hát Việt vào tháng 4, với "Mưa bay tháp cổ", bài hát đã chiến thắng vòng thi tháng và giành giải thưởng Bài hát được khán giả yêu thích nhất của Bài hát Việt năm 2005.
Đầu năm 2006, Tùng Dương cùng với ca sĩ Nghi Văn hát trong album Chạm vào của nhạc sĩ Như Huy, trong đó anh thể hiện những ca khúc như "Hát ru em", "Xin đừng hỏi tôi", "Nằm mơ"... Đến tháng 6, anh tham gia chương trình Vọng Nguyệt của nhạc sĩ Quốc Trung và Niels Lan Doky, trình diễn hai đêm tại Nhà hát Tuổi trẻ (Hà Nội) và Nhà hát Thành phố Hồ Chí Minh, sau cùng ê-kíp chương trình đi trình diễn Vọng Nguyệt tại Liên hoan Âm nhạc Roskilde (Đan Mạch) vào đầu tháng 7. Trong chương trình này, bên cạnh các sáng tác world music của Quốc Trung trong Đường xa vạn dặm, anh và ca sĩ đàn chị Thanh Lam trình diễn những bài hát của Quốc Trung, Niels Lan Doky, Phó Đức Phương... Một chương trình khác Tùng Dương cũng góp mặt là Gió bình minh, chương trình hòa tấu nhạc cụ dân tộc truyền thống của nhạc sĩ Đỗ Bảo diễn ra vào cuối tháng 9 - đầu tháng 10, tuy nhiên anh không thể hiện ca khúc mà đảm nhận phần vocal cùng Minh Anh và Minh Ánh. Anh cũng là người trình bày "Sáng nay" của Lưu Hà An và "Chút nắng vàng bay" của Giáng Son, hai trong 18 ca khúc lọt vào lễ trao giải năm Bài hát Việt 2006. Tại lễ trao giải Mai Vàng 2006 vào cuối năm, Tùng Dương đã nhận giải Nam ca sĩ hát nhạc mang âm hưởng dân ca được yêu thích nhất với ca khúc "Ôi quê tôi" (Lê Minh Sơn). Việc trao giải này đã gây tai tiếng khi một ca sĩ khác được đề cử, Đan Trường, cùng người quản lý cho rằng kết quả "được sắp đặt trước" và do đó tuyên bố không tham gia giải thưởng Mai Vàng nữa.

### Những ô màu khối lập phương
Năm 2007, tức ba năm sau album đầu tay Chạy trốn, Tùng Dương cho ra mắt album thứ hai của mình, Những ô màu khối lập phương. Album phát hành vào tháng 9, do nhạc sĩ Đỗ Bảo sản xuất, hòa âm phối khí và biên tập. Trái với phong cách acoustic và dân gian đương đại như ở album trước, lần này Những ô màu khối lập phương gồm 8 ca khúc của Đỗ Bảo, Lưu Hà An, Trần Tiến, Huyền Ngọc được thực hiện trên nền hòa âm New Age pha thêm nhiều chất liệu âm nhạc khác nhau như rock, jazz, nhạc điện tử và nhạc cổ điển. Nói về nội dung của album này, Tùng Dương trả lời:
| “ | Album thứ hai này của tôi có tên "Những ô màu khối lập phương"... là một không gian âm nhạc lạ, trừu tượng, mỗi ô màu tượng trưng cho số phận một con người, như một khối rubik, không phải là bản tình ca ngọt ngào về hạnh phúc tình yêu, mà là những chiêm nghiệm sâu sắc, triết lý về khát vọng, dục vọng, bản năng…. Nhưng không nặng nề, u ám, mà mỗi bài hát là khối màu, có mắt xích với nhau… | ” |

Album đã nhận được sự đánh giá cao về mặt chuyên môn và tiêu thụ được gần 3 vạn bản sau 3 năm phát hành. Với album này, Tùng Dương đã nhận được Giải Cống Hiến 2007 cho hạng mục Album của năm.
Trong năm 2007, bên cạnh việc phát hành album thứ hai, Tùng Dương còn góp mặt trong một số album khác. Anh cùng hai ca sĩ Lệ Quyên và Tuấn Hiệp cho ra mắt album Mắt biếc, gồm các sáng tác tiền chiến và tình khúc 54-75 của các nhạc sĩ Đoàn Chuẩn, Ngô Thụy Miên, Phạm Đình Chương. Trong lần thử nghiệm đầu tiên với nhạc xưa này, Tùng Dương hát 3 ca khúc: "Mùa thu cho em", "Gửi gió cho mây ngàn bay" và "Lá đổ muôn chiều". Anh cũng thu âm 3 bài - "Cỏ và mưa", "Nến trắng" và "Chút nắng vàng bay" - trong album Giáng Son (phát hành tháng 7) của nữ nhạc sĩ Giáng Son, và góp mặt trong album Biệt của nhạc sĩ Trần Viết Tân cùng với hai ca sĩ đàn chị Thanh Lam và Hà Trần. Ngoài ra, ca khúc "Tre xanh ru" của Quốc Trung mà anh thể hiện cùng với "Người ở, người về" (Lê Minh Sơn) do Thanh Lam thể hiện, hai ca khúc mang âm hưởng dân gian đồng bằng Bắc Bộ, đã được Bộ Văn hóa Thể thao Du lịch thông qua để tham gia dự án về album "Tuyển tập những bài hát Pop của ASEAN".
Thời gian này cũng đánh dấu sự xuất hiện của Tùng Dương trên nhiều chương trình ca nhạc truyền hình. Trong chương trình Con đường âm nhạc, anh xuất hiện liên tục trong các chương trình của nhiều nhạc sĩ, như Thuận Yến, Phú Quang, Đoàn Chuẩn - Từ Linh, Quốc Trung, Dương Thụ, Phó Đức Phương, Ngọc Châu - Đỗ Bảo... Đặc biệt, chương trình Bài hát Việt năm 2007 có sự xuất hiện trở lại của Tùng Dương với ca khúc "Con cò" của nhạc sĩ Lưu Hà An, sáng tác đã chiến thắng hai giải thưởng quan trọng nhất Bài hát của năm và Bài hát được khán giả yêu thích nhất, đồng thời cũng giúp anh nhận giải Ca sĩ được khán giả yêu thích nhất của chương trình.
Năm 2008 chứng kiến sự hoạt động trầm lặng của Tùng Dương, ngoài đợt lưu diễn phục vụ cộng đồng người Việt tại Pháp, Đức, Hà Lan, Hungary cùng nhóm 5 Dòng Kẻ do Sở Văn hóa Thông tin Thành phố Hồ Chí Minh tổ chức vào tháng 6. Anh hợp tác với các nghệ sĩ khác như Nathan Lee, hay song ca "Con thuyền không bến" trong album Phút cuối của Cao Thái Sơn. Tùng Dương cũng có sự kết hợp đầu tiên với âm nhạc Quốc Bảo trong liveshow chủ đề "Quốc Bảo in Concert" mang tên Tình ca hồng Live '08 diễn ra vào ngày 19 tháng 7. Đặc biệt, trong năm này, anh tham gia ba album tác giả: Trần Tiến (phát hành tháng 7) của Trần Tiến - do Trần Thu Hà thực hiện, trong đó anh thể hiện "Điệp khúc tình yêu", "Độc huyền cầm" và hợp ca "Trắng đen" cùng Hà Trần và Hòa Trần; Thời gian để yêu - album thứ hai của Đỗ Bảo (phát hành tháng 9), trong đó anh thể hiện hai bài hát: "Mây" và "Ngược sáng"; và Ngồi trên vách nắng, album thứ hai của Nguyễn Vĩnh Tiến (phát hành tháng 9), trong đó anh thu âm ca khúc "Một hạt cơm nhỏ".
Năm 2009, Tùng Dương tiếp tục đi lưu diễn tại nhiều nước như Pháp, Đức, Mỹ... bao gồm cả các chương trình biểu diễn từ thiện. Vào đầu năm này, anh dự định tiếp tục dự án album với nhạc sĩ Quốc Trung như đã hứa từ trước, và kế hoạch cho một liveshow vào cuối năm. Tuy nhiên, trong chuyến đi Đức gặp gỡ với nhạc sĩ Nguyễn Công Phương Nam, Tùng Dương đã quyết định gác hai kế hoạch trên lại để thực hiện dự án âm nhạc điện tử với nhạc sĩ này.
Bên cạnh đó, Tùng Dương cũng tham gia các chương trình biểu diễn trong nước, đặc biệt là hàng loạt những liveshow của các tác giả: đêm nhạc Tình yêu không lời (26 tháng 9) của Thuận Yến; trở lại với Lê Minh Sơn trong liveshow Một khúc sông Hồng (24 tháng 10) trong đó anh thể hiện ca khúc mới "Hà Nội của tôi ơi"; đêm nhạc Lá đổ muôn chiều (29 tháng 10) của Đoàn Chuẩn; và liveshow Gửi một tình yêu (19 tháng 11) của Phú Quang. Tùng Dương cũng tổ chức hai minishow của riêng mình trong tháng 3 tại Hà Nội và thành phố Hồ Chí Minh, trong đó ngoài các ca khúc quen thuộc của mình, anh còn thể hiện những tình khúc jazz kinh điển như "The Girl from Ipanema", "Fly Me to the Moon", "Misty", "When I Fall in Love"... Tháng 11, anh là một trong các nghệ sĩ tham gia Liên hoan Nghệ thuật đường phố tổ chức lần đầu tại Hà Nội. Anh cũng góp giọng trong album của nhạc sĩ Minh Châu phát hành tháng 12, Trường ca Người Việt. Anh trở lại Bài hát Việt năm 2009 với "Đồng hồ treo tường" của Nguyễn Xinh Xô, ca khúc không những giúp Tùng Dương nhận giải Ca sĩ thể hiện hiệu quả ở vòng thi tháng, mà còn chiến thắng trong vòng chung kết năm với giải thưởng cao nhất, Bài hát của năm.

### Li ti
Gần hai năm kể từ khi bắt tay vào dự án với Nguyễn Công Phương Nam (Vincent Nguyễn), Tùng Dương cho ra mắt album thứ ba của mình, Li ti, vào tháng 12 năm 2010. Album gồm tám bản nhạc, gồm hai bản hòa tấu của Nguyễn Công Phương Nam và Sebastian Parche cùng 6 ca khúc, trong đó 4 ca khúc "Li ti" (bài hát chủ đề, do Sa Huỳnh sáng tác), "Đồng hồ báo thức", "Con cò", "Sáng nay" đã đoạt giải ở chương trình Bài hát Việt cùng 2 ca khúc mới được viết riêng. Album này được thu âm và sản xuất ở Đức với kinh phí 30.000 USD do ê-kíp của Nguyễn Công Phương Nam ở Touch The Sky Productions thực hiện, mang phong cách âm nhạc điện tử, với sự tham gia của dàn nhạc giao hưởng (The Beethoven Orchestra của thành phố Bonn) và sự pha trộn chất liệu âm nhạc dân gian. Album này đã giành chiến thắng trong Album Vàng tháng 2 năm 2011, và là một trong 3 Album Vàng 2010 cùng album của Đàm Vĩnh Hưng và Nguyên Vũ.
Một dấu ấn nữa của Tùng Dương trong năm 2010 là liveshow chung với Thanh Lam mang tên Yêu, được tổ chức vào 27 và 28 tháng 1 năm 2010 tại Nhà hát lớn Hà Nội và 15 tháng 1 năm 2011 tại Nhà hát Thành phố Hồ Chí Minh, cùng một số minishow trong năm tiếp theo. Yêu chủ yếu gồm những ca khúc tiền chiến và tình khúc 54-75 của Đoàn Chuẩn - Từ Linh, Văn Phụng, Cung Tiến, Phạm Duy..., bên cạnh một số sáng tác nhạc trẻ của Lê Minh Sơn và Giáng Son. Ngoài Yêu, Tùng Dương còn tham gia một số chương trình trực tiếp khác, như liveshow Quyền Văn Minh và bạn bè với jazz lần 2 của nghệ sĩ jazz Quyền Văn Minh (29 tháng 11 năm 2010), chương trình Hoa hậu Thế giới người Việt tại Vinpearl Land vào 21 tháng 8, và đặc biệt là hai chương trình nghệ thuật đương đại, Cầu âm thanh (25 tháng 2 năm 2010) và Cây đời (15 tháng 10 năm 2010) của Đào Anh Khánh nằm trong chuỗi chương trình "Dòng chảy 1000 năm" kỷ niệm 1000 năm Thăng Long-Hà Nội.
Với những hoạt động của mình trong năm 2010, Tùng Dương đã được đề cử ở 3/4 hạng mục của Giải Cống hiến, là Album của năm (cho Li ti), Chương trình của năm (cho Yêu), và Ca sĩ của năm. Anh thắng lớn tại lễ trao giải với hai giải thưởng Album của năm và Ca sĩ của năm.
Đầu năm 2011, anh cùng ca sĩ Mỹ Linh phát hành một đĩa đơn trên mạng - phiên bản mới của ca khúc "Khúc giao mùa" (Huy Tuấn) mà từng được Mỹ Linh thể hiện trước đó. Giữa tháng 4, tức ngay sau lễ trao giải Cống hiến, Tùng Dương và Lê Cát Trọng Lý - nhạc sĩ giành chiến thắng giải Nhạc sĩ của năm - đã có chương trình biểu diễn chung mang tên Dương & Lý, mở đầu dự án Không gian âm nhạc do đạo diễn Việt Tú thực hiện. Tháng 5, Tùng Dương lần nữa lại biểu diễn với Thanh Lam và Lê Minh Sơn trong chương trình Đêm giai nhân, và biểu diễn ca khúc jazz "Fly to the Moon" tại liveshow thứ ba của cuộc thi Bước nhảy Hoàn vũ. Anh là khách mời trong chương trình Quê nhà của nhạc sĩ người Pháp gốc Việt Nguyên Lê vào 13 & 14 tháng 7 tại Hà Nội, trong đó anh biểu diễn "Quê nhà", "Giăng tơ", "Mercedes Benz" và "Redemption Song" qua những bản phối mới mang phong cách jazz và world music của Nguyên Lê. Cũng trong tháng 7, Tùng Dương nhận lời làm giám khảo của cuộc thi Tiếng hát Truyền hình Toàn quốc - Giải Sao Mai năm 2011. Sau đó, anh cũng lên kế hoạch cho một album song ca với Thanh Lam do nhạc trưởng Lê Phi Phi thực hiện, và một album nhạc xưa với tên gọi Tình khúc số 1.

### Độc đạo

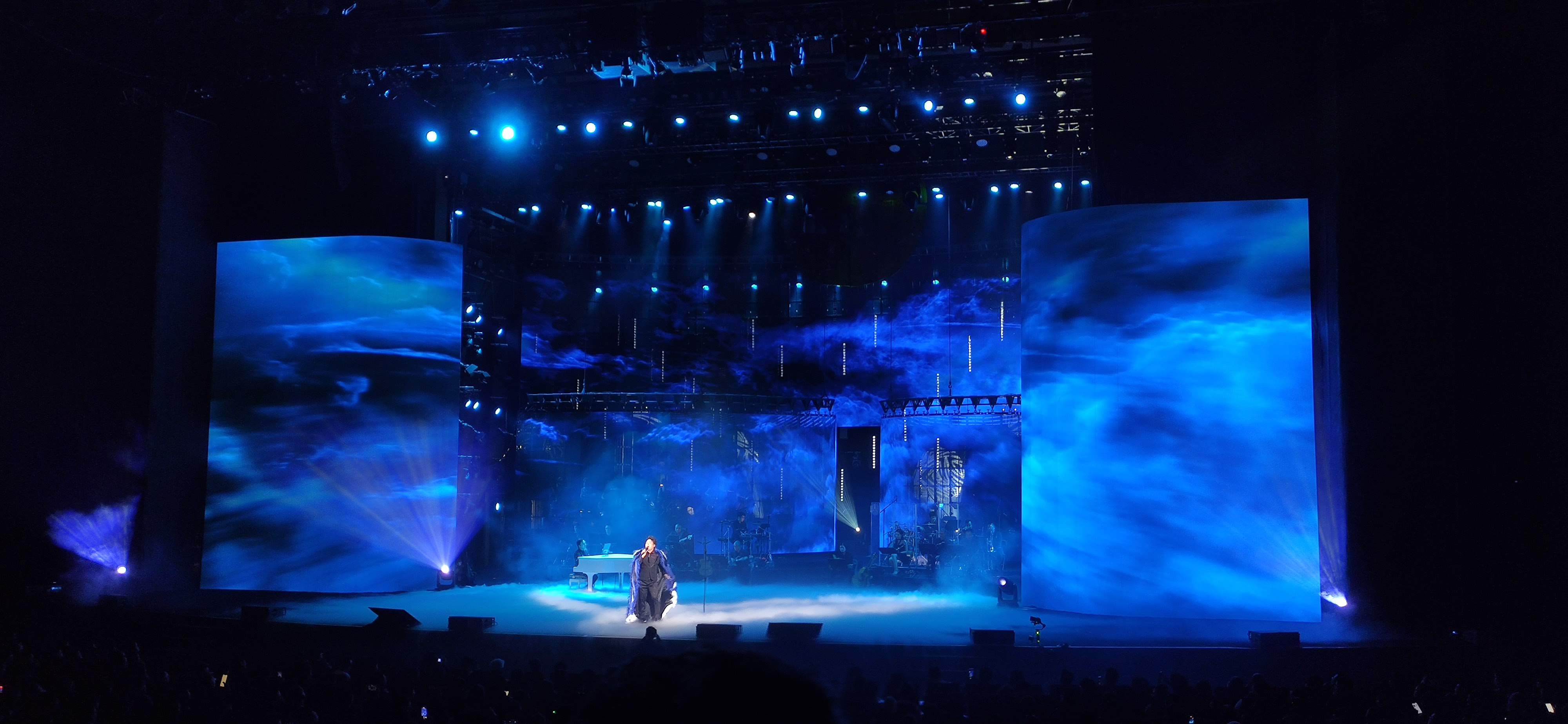
Tùng Dương trình diễn trên sân khấu Một mình bao la (2023) của nhạc sĩ Đỗ Bảo

## Giọng hát
- Loại giọng: Full Lirico Tenor - giọng nam cao trữ tình có âm sắc dày và sâu
- Quãng giọng: F2 - C6 (3 quãng tám, 3 note và 1 bán âm)
- Quãng giọng pha (mix/chest) được hỗ trợ kỹ thuật: D3 - A4
- Headvoice được hỗ trợ: D5/D#5

## Phong cách

### Âm nhạc
Giọng hát và phong cách của Tùng Dương chịu nhiều ảnh hưởng từ những ngôi sao như Thanh Lam, Whitney Houston, Peter Gabriel, Bjork... Anh cũng yêu thích và chịu ảnh hưởng lớn từ nhạc jazz, dù sự thử nghiệm của Tùng Dương đối với jazz vẫn chưa nhiều.
Tùng Dương có chất giọng Full Lirico Tenor (nam cao), màu giọng tối, dày, xốp và khỏe khoắn. Tùng Dương không đóng đinh vào một thể loại cố định mà theo đuổi nhiều thể loại âm nhạc khác nhau, như jazz, pop, dân gian đương đại (như Chạy trốn, Con cò), New Age (Những ô màu khối lập phương), electronic (Li ti), world music, cho đến cả nhạc cách mạng và nhạc xưa (nhạc trữ tình trước năm 1975). Anh lý giải về việc thay đổi nhiều thể loại nhạc của mình:
| “ | Nếu tự đóng khung ở một thể loại, tôi sẽ tự chán mình trước hết. Ở từng giai đoạn, âm nhạc của tôi sẽ ứng với sự phát triển của thẩm mỹ, trạng thái tâm lý và cảm xúc cá nhân tôi. Tôi thay đổi nhưng vẫn là mình, vẫn là một Tùng Dương luôn có nhu cầu thể nghiệm và làm mới. Nếu để ý, bạn sẽ thấy mọi chuyển động âm nhạc của tôi như chuỗi mắt xích có liên quan đến nhau, cái trước là nền tảng cho những phát triển sau. | ” |

Đồng thời, Tùng Dương cũng cho rằng điều này giúp anh mở rộng đối tượng khán giả của mình. Anh thừa nhận rằng dòng nhạc mình theo đuổi "không có tính phổ cập cao", do đó anh luôn đi theo hai con đường. Một là tìm tòi, thể nghiệm ở dòng nhạc đương đại, đồng thời cũng thể hiện những ca khúc pop dễ nghe hơn để tiếp cận công chúng.
Ngoài công việc của một ca sĩ, Tùng Dương cũng từng thử sức với công việc sáng tác. Anh đã công bố một ca khúc đó là "Trong vòng tay cô đơn" mà được Thái Thùy Linh thể hiện trong album Sao Mai điểm hẹn.

### Thời trang
Tùng Dương tự nhận mình là một "tín đồ thời trang", và thường lựa chọn rất kỹ trang phục mỗi khi lên sân khấu. Anh được xem là một trong những nghệ sĩ có gu ăn mặc độc đáo, gây ấn tượng mạnh. Tuy nhiên, gu ăn mặc khác người của Tùng Dương cũng gây ra những ý kiến trái chiều, và khi được hỏi về điều này, anh cho rằng "âm nhạc và thời trang của tôi quá mới mẻ".
Ở Việt Nam, trang phục của anh thường được thiết kế riêng và có sự thay đổi về phong cách theo từng giai đoạn. Giai đoạn khi anh hát nhạc dân gian đương đại, anh thường biểu diễn trong trang phục với chất liệu đũi, thổ cẩm, với nhiều họa tiết hoa văn cách điệu mang tính dân tộc, do mẹ anh và Văn Thành Công thiết kế. Về sau, khi dòng nhạc của anh mở rộng hơn, anh thường xuất hiện với những trang phục theo phong cách ấn tượng và hiện đại hơn, được anh đặt hàng từ các nhà thiết kế Công Trí và Đỗ Mạnh Cường.
Anh là một trong số các nghệ sĩ khách mời tham dự trình diễn trong chương trình thời trang Đẹp Fashion Show 5 mang tên Bí ẩn của linh hồn vào tháng 4 năm 2007.

## Đời tư và hình ảnh công chúng
Do phong cách thời trang và âm nhạc "kén khán giả" của mình, Tùng Dương cũng phải gánh chịu những chỉ trích từ một bộ phận khán giả, coi phong cách của anh là "lập dị", "ma quái". Ngoài ra, sau cuộc thi Vietnam Idol 2010 kết thúc, khi trả lời một bài phỏng vấn về người chiến thắng Uyên Linh, anh đã nhận xét rằng mình chưa tìm thấy một "cá tính âm nhạc" ở Uyên Linh và do đó chưa cảm thấy "thực sự thú vị" về cô. Nhận xét này của Tùng Dương đã khiến anh bị nhiều người hâm mộ của Uyên Linh chỉ trích gay gắt. Trong một bài phỏng vấn khác, Tùng Dương nói rằng anh cảm thấy buồn và bị xúc phạm vì những chỉ trích này.
Cũng chính phong cách biểu diễn và trang phục của Tùng Dương đã làm nảy sinh những nghi ngờ về xu hướng tình dục của anh, tuy nhiên anh đã lên tiếng phủ nhận rằng mình là "gay". Cuối năm 2006, anh đã tiết lộ về người bạn gái hiện tại của mình, là một nhà thơ trẻ sinh năm 1987, đang đi du học tại Pháp. Những tiết lộ này lại khiến dư luận cho rằng người bạn gái mà anh nhắc tới là nhà thơ Trương Quế Chi. Tuy nhiên cả Tùng Dương lẫn Trương Quế Chi đều lên tiếng bác bỏ thông tin này. Năm 2010, anh đưa ra thông tin là chuyện tình cảm của mình và người bạn gái đi du học hiện đã tan vỡ. Trong đêm nhạc kỷ niệm hơn 10 năm ca hát tại Hà Nội vào tháng 12 năm 2015, Tùng Dương thông báo về đứa con trai đầu lòng vừa sinh được hai ngày.
Mặt khác, trong giới làm nghề, Tùng Dương có quan hệ tốt với nhiều nữ nghệ sĩ, như Thanh Lam, Ngọc Khuê, Khánh Linh, Thu Phượng, nhà thơ Vi Thùy Linh... Anh cũng được biết đến bởi tính cách đanh đá của mình, mà đã được rapper Hà Okio đưa vào trong nhạc phim Nụ hôn thần chết: "Chừng nào người xây nhiều hơn người phá. Và chừng nào Tùng Dương thôi không đanh đá..."
Ngoài công việc ca hát, Tùng Dương còn mở một quán ăn và một quầy lưu niệm trên phố Chả Cá, Hà Nội. Lúc rảnh rỗi, anh thường dành thời gian nghe nhạc, đọc sách, viết blog và vẽ.

## Danh sách đĩa nhạc

### Album phòng thu
- ...chạy trốn (2004)
- Những ô màu khối lập phương (2007)
- Li ti (2010)
- Độc đạo (2013)
- Human (2020)
- Multiverse (2024)

### Album biên tập
- Tùng Dương hát tình ca (2012)
- Tùng Dương hát tình ca 2 (2014)
- Tùng Dương hát Nguyễn Cường (2018)
- Tùng Dương Collection 1 (2020)
- Tùng Dương Collection 2 (2020)

### Album hợp tác
- Sao Mai điểm hẹn (2004) - Với các ca sĩ Sao Mai điểm hẹn 2004
- Nhật thực 2 (2004) - Ngọc Đại - với Khánh Linh
- Chạm vào (2006) - Như Huy - với Nghi Văn
- Mắt biếc (2006) - với Lệ Quyên, Tuấn Hiệp
- Giáng Son (2007) - Giáng Son
- Biệt (2007) - Trần Viết Tân - với Thanh Lam, Trần Thu Hà
- Trần Tiến (2008) - Trần Tiến
- Thời gian để yêu (2008) - Đỗ Bảo
- Trường ca người Việt (2009) - Minh Châu - với 5 Dòng Kẻ
- Chạm vào đêm (2010) - Trần Viết Tân - với Thanh Lam, Trần Thu Hà, Hồng Nhung
- Hanoi Love Stories (2011) - Trí Minh
- Phía không người (2012) - Trần Viết Tân - với Thanh Lam, Trần Thu Hà, Ngọc Khuê, Hoàng Quyên
- Yêu (2013) - với Thanh Lam
- Bóng tối Jazz (2015) - với Giáng Son và Trần Thu Hà

### Đĩa đơn
- "Huyền thoại quê mình" (2006) - cùng Phương Anh và Vương Dung
- "Khúc giao mùa" (2011) - cùng Mỹ Linh
- "Đánh đố" (2022) - cùng Thanh Lam và Hoàng Thùy Linh

### Nhạc phim
- Ca khúc "Thức dậy đi em" - Nhạc phim truyền hình Chàng trai đa cảm (2008)
- Ca khúc "Đường xa tuyết trắng" - Nhạc phim truyền hình Hai phía chân trời (2012)
- Ca khúc "Bến đậu yên bình" - Nhạc phim truyền hình Khi đàn chim trở về 3 (2015)
- Ca khúc "Mãi chỉ là giấc mơ" - Nhạc phim truyền hình Tình khúc bạch dương (2018)[118]
- Ca khúc "Ghen" - Nhạc phim truyền hình Cát đỏ (2020)
- Ca khúc "Độc hành" - Nhạc phim truyền hình Bão ngầm (2022)

## Giải thưởng
| Năm  | Giải thưởng                                    | Hạng mục                                                    | Đề cử cho/Trao cho                      | Kết quả        |
| ---- | ---------------------------------------------- | ----------------------------------------------------------- | --------------------------------------- | -------------- |
| 1995 | Giọng hát hay Phát thanh Truyền hình Toàn quốc |                                                             | Tùng Dương                              | Huy chương Bạc |
| 1999 | Giọng hát trẻ Hà Nội                           |                                                             | Tùng Dương                              | Giải Ba        |
| 2001 | Giọng hát hay Hà Nội                           |                                                             | Tùng Dương                              | Giải Ba        |
| 2003 | Giọng hát hay Hà Nội                           |                                                             | Tùng Dương                              | Giải Nhất      |
| 2004 | Sao Mai điểm hẹn                               | Giải do Hội đồng Nghệ thuật Bình chọn                       | Tùng Dương                              | Đoạt giải      |
| 2005 | Giải Tiền Cống hiến                            | Ca sĩ của năm                                               | Tùng Dương                              | Đoạt giải      |
| 2005 | Giải Tiền Cống hiến                            | Album của năm                                               | Chạy trốn                               | Đề cử          |
| 2005 | VTV – Bài hát tôi yêu lần thứ 3                | Giải thưởng của Hội đồng nghệ thuật                         | Cuối đêm                                | Đoạt giải      |
| 2006 | Giải Mai Vàng                                  | Nam ca sĩ hát nhạc mang âm hưởng dân ca được yêu thích nhất | Tùng Dương                              | Đoạt giải      |
| 2007 | Bài hát Việt                                   | Ca sĩ được yêu thích nhất                                   | Tùng Dương                              | Đoạt giải      |
| 2008 | Giải thưởng Âm nhạc Cống hiến                  | Album của năm                                               | Những ô màu khối lập phương             | Đoạt giải      |
| 2009 | Giải thưởng Âm nhạc Cống hiến                  | Album của năm                                               | Trần Tiến                               | Đề cử          |
| 2011 | Giải thưởng Âm nhạc Cống hiến                  | Album của năm                                               | Li ti                                   | Đoạt giải      |
| 2011 | Giải thưởng Âm nhạc Cống hiến                  | Ca sĩ của năm                                               | Tùng Dương                              | Đoạt giải      |
| 2011 | Giải thưởng Âm nhạc Cống hiến                  | Chương trình của năm                                        | Liveshow Yêu                            | Đề cử          |
| 2011 | Album Vàng 2010                                | Album Vàng tháng 2                                          | Li ti                                   | Đoạt giải      |
| 2011 | Album Vàng 2010                                | Album Vàng của năm 2010                                     | Li ti                                   | Đoạt giải      |
| 2012 | Giải thưởng Âm nhạc Cống hiến                  | Chương trình của năm                                        | Liveshow Những chuyến đi                | Đề cử          |
| 2012 | Giải thưởng Âm nhạc Cống hiến                  | Ca sĩ của năm                                               | Tùng Dương                              | Đoạt giải      |
| 2013 | Giải thưởng Âm nhạc Cống hiến                  | Ca sĩ của năm                                               | Tùng Dương                              | Đề cử          |
| 2013 | Bài hát yêu thích                              | Bài hát của năm                                             | "Chiếc khăn piêu"                       | Đoạt giải      |
| 2013 | Giải thưởng Âm nhạc Cống hiến                  | Bài hát của năm                                             | "Chiếc khăn piêu"                       | Đoạt giải      |
| 2014 | Giải thưởng Âm nhạc Cống hiến                  | Chương trình của năm                                        | Liveshow Độc đạo                        | Đoạt giải      |
| 2014 | Giải thưởng Âm nhạc Cống hiến                  | Album của năm                                               | Độc đạo                                 | Đề cử          |
| 2014 | Giải thưởng Âm nhạc Cống hiến                  | Ca sĩ của năm                                               | Tùng Dương                              | Đoạt giải      |
| 2015 | Giải thưởng Âm nhạc Cống hiến                  | Ca sĩ của năm                                               | Tùng Dương                              | Đề cử          |
| 2016 | Giải thưởng Âm nhạc Cống hiến                  | Ca sĩ của năm                                               | Tùng Dương                              | Đề cử          |
| 2016 | Giải thưởng Âm nhạc Cống hiến                  | Album của năm                                               | Bóng tối Jazz                           | Đoạt giải      |
| 2016 | Giải thưởng Âm nhạc Cống hiến                  | Chương trình của năm                                        | Liveshow Thập kỷ hoan ca                | Đoạt giải      |
| 2018 | Giải thưởng Âm nhạc Cống hiến                  | Chương trình của năm                                        | Liveshow Trời và đất                    | Đề cử          |
| 2018 | Giải thưởng Âm nhạc Cống hiến                  | Ca sĩ của năm                                               | Tùng Dương                              | Đề cử          |
| 2019 | Giải thưởng Âm nhạc Cống hiến                  | Ca sĩ của năm                                               | Tùng Dương                              | Đề cử          |
| 2019 | Giải thưởng Âm nhạc Cống hiến                  | Chương trình của năm                                        | Liveshow Tùng Dương hát bộ tứ sông Hồng | Đề cử          |
| 2021 | Giải thưởng Âm nhạc Cống hiến                  | Chương trình của năm                                        | Liveshow Human                          | Đoạt giải      |
| 2021 | Giải thưởng Âm nhạc Cống hiến                  | Album của năm                                               | Human                                   | Đoạt giải      |
| 2021 | Giải thưởng Âm nhạc Cống hiến                  | Bài hát của năm                                             | "Cơn mưa tháng 5"                       | Đề cử          |
| 2021 | Giải thưởng Âm nhạc Cống hiến                  | Ca sĩ của năm                                               | Tùng Dương                              | Đoạt giải      |
| 2023 | Giải thưởng Âm nhạc Cống hiến                  | Nam ca sĩ của năm                                           | Tùng Dương                              | Đoạt giải      |
| 2023 | Giải thưởng Âm nhạc Cống hiến                  | Chương trình của năm                                        | Liveshow Kỷ niệm 20 năm ca hát          | Đề cử          |
| 2025 | Giải thưởng Âm nhạc Cống hiến                  | Album của năm                                               | Multiverse                              | Đề cử          |
| 2025 | Giải thưởng Âm nhạc Cống hiến                  | Chương trình của năm                                        | Liveshow Người đàn ông hát              | Đề cử          |
| 2025 | Giải thưởng Âm nhạc Cống hiến                  | Bài hát của năm                                             | "Tái sinh"                              | Đoạt giải      |
| 2025 | Giải thưởng Âm nhạc Cống hiến                  | Nam ca sĩ của năm                                           | Tùng Dương                              | Đề cử          |
| 2025 | Giải thưởng Âm nhạc Nhật Bản 2025              | Giải thưởng Đặc biệt: Âm nhạc đại chúng Việt Nam            | "Tái sinh"                              | Đoạt giải      |

## Biểu diễn trực tiếp
- Yêu (2010-2011) - với Thanh Lam
- Những chuyến đi (2012)
- Hát tình ca (2012)
- Thập kỷ hoan ca (2015)
- In the spotlight - Giao thoa (2016)
- Trời và đất (2017)
- Tình yêu Hà Nội phố (2017) - với Thanh Lam, Mỹ Linh, Hồng Nhung và Tấn Minh
- Tùng Dương hát bộ tứ sông Hồng (2018)
- Human (2020)
- Hà Nội phố 2 (2022) - với Thanh Lam, Khánh Linh, Minh Chuyên và Tấn Minh
- 25/11/2022: Tùng Dương – 20 năm ca hát tại Trung tâm Hội nghị Quốc gia, Hà Nội.
- Người đàn ông... hát (2024)